# Чистильщики
«Чистильщики» — российская неонацистская банда убийц. В период с июля 2014 года по февраль 2015 года убили не менее 14 человек в Москве, Подмосковье и Ярославской области. В качестве жертв выбирали граждан, нарушающих, по их мнению, общепринятые нормы поведения: лиц без определённого места жительства, занимающихся попрошайничеством, злоупотребляющих спиртными напитками и находящихся в состоянии алкогольного опьянения.
23 октября 2017 года Московский городской суд приговорил Павла Войтова к пожизненному лишению свободы, а остальных членов банды к заключению от 9,5 до 13 лет лишения свободы.

## Личности преступников
Лидер банды Павел Войтов был прописан у бабушки — ветерана войны — в Рузском районе Московской области. В ходе следствия Войтов заявлял, что он жил за счёт грабежа: отнимал у прохожих мобильные телефоны. Но перечисленные им многочисленные случаи, за исключением одного, не подтвердились — по крайней мере заявлений от пострадавших в полицию не поступало. С пяти до 13 лет он жил с родителями на Измайловском бульваре, потом, после развода родителей, некоторое время провёл в Риге с отцом, где в 2012 году был осуждён на год тюремного заключения условно за осквернение могил на еврейском кладбище. Хотел стать военным. Совместно с Каратаевым и Павловым пытался отправиться воевать против сепаратистов в националистический батальон «Азов», однако все трое были развёрнуты на российско-украинской границе и на рейсовом автобусе вернулись в Москву.
Елена Лобачёва и Артур Нарциссов жили в Москве. Елена Лобачёва выросла на московской окраине возле станции метро «Выхино». После школы работала курьером, потом — помощником бухгалтера. Имела условный срок за серию краж. Артур Нарциссов работал на складе и курьером. Владислав Каратаев родился и жил в Павлово — в 70 километрах от Нижнего Новгорода, его воспитывал отец. Он наблюдался в психиатрической больнице, принимал психотропные таблетки. Самый младший «чистильщик» Максим Павлов, которому на момент первых преступлений было 16 лет, жил в Ростове Ярославской области.
Судебно-психиатрическая экспертиза признала всех «чистильщиков» вменяемыми, кроме Каратаева — он признан ограниченно вменяемым.

## Убийства и нападение
Молодые люди познакомились в ультраправых группах социальной сети «ВКонтакте». Лидирующую роль среди участников занял Павел Войтов: он распределял роли, принимал решения и активно руководил деятельностью банды. Мотивом для убийств было желание «очистить город», «ненависть к <…> алкоголикам и бомжам». По версии следствия, они хотели «противопоставить себя окружающим и проявить своё превосходство».
Совершали убийства с особой жестокостью в разных частях Москвы с июля 2014 года по февраль 2015 года. Жертв находили неподалёку от железнодорожных путей Белорусского направления, иногда в Восточном административном округе. Трупы впоследствии обнаруживали в безлюдных местах, где нет камер наблюдения (под мостами, у заборов, около гаражей, в заброшенных ангарах, на далёких просеках в лесопарках):
1. убитый у Белорусского вокзала, на теле было обнаружено 44 ножевых ранения;
2. убитый у Центрального ипподрома, на теле было обнаружено 18 ударов молотком, 51 ножевое ранение;
3. убитый у Беговой, на теле было обнаружено 35 ножевых ранений;
4. убитый под мостом у Рабочего Поселка, на теле было обнаружено 2 удара камнем, 46 ножевых ранений;
5. двое убитых на Измайловском бульваре, на теле одного было обнаружено 10 ударов молотком, 15 ножевых ранений, на теле второго — 13 ножевых ранений;
6. убитый рядом с Филёвским парком, на теле было обнаружено 48 ножевых ранений;
7. убитый около станции метро «Нагорная», на теле было обнаружено 9 ножевых ранений;
8. убитый в Одинцово, на теле было обнаружено 50 ножевых ранений;
9. убитый у станции метро «Курская», на теле было обнаружено 6 ударов молотком, 48 ножевых ранений;
10. убитый на Сиреневом бульваре, на теле было обнаружено 84 ножевых ранения;
11. убитый в лесопарке Кусково, на теле было обнаружено 5 ударов молотком, 171 ножевое ранение;
12. двое убитых на улице Брянский Пост, на теле одного было обнаружено 2 удара молотком, 42 ножевых ранения, на теле второго — 35 ножевых ранений[2].

У некоторых жертв не было родственников, у других — только дальние, кого-то не смогли опознать.
Также 15 февраля 2015 года Павел Войтов и Артур Нарциссов напали на дворника в Выхино, он оказал активное сопротивление. Преступники были вынуждены бежать, дворник смог дать показания и описать их, что помогло следствию.

## Арест, следствие и суд
Осенью 2014 года оперативники обратили внимание на схожий почерк убийств в разных частях города: жертв подкарауливали в малолюдных и безлюдных местах, преимущественно в тёмное время суток, сначала совершали удары молотком, потом десятки ударов ножами, убитыми оказывались сильно выпившие или бездомные, иногда гастарбайтеры. Подозревая, что все преступления совершались одними и теми же людьми, следователи объединили их в одно дело. Но серьёзных зацепок у следствия долгое время не было. Подозрение пало на сторонников нацистской идеологии. Начали активно изучаться соответствующие группы в соцсетях, но следов преступлений в виртуальном пространстве найти не удалось.
Впоследствии Сотрудники Главного управления СК и ФСБ смогли отследить совпадения мобильных телефонов в районах, где совершались убийства. Несколько одних и тех же номеров «бились» на вышках связи недалеко от мест преступлений. Проверив владельцев номеров, сотрудники ФСБ вычислили подозреваемых.
В итоге 19 февраля 2015 года полицейские совместно с ФСБ задержали 20-летнего Павла Войтова и 25-летнюю Елену Лобачёву — их место жительства удалось вычислить по записям видеокамер, установленных в городе. Во время обысков у них дома нашли шесть ножей, незарегистрированный травматический пистолет «Оса», одежду со следами крови дворника и молоток. Через некоторое время полицейские взяли ещё двоих — 19-летнего Максима Павлова и 21-летнего Владислава Каратаева. Чуть позже задержали 23-летнего Артура Нарциссова. Задержанные на первых же допросах дали признательные показания. Кроме того, они признались в убийствах, о которых следователи не знали.

Члены банды в суде

Расследование уголовного дела «чистильщиков» закончилось в апреле 2017 года, после этого его передали в Мосгорсуд. Елена Лобачёва потребовала, чтобы их судили присяжные. Эту просьбу выполнили. С конца мая по середину июня 2017 года прокурор зачитывал в суде доказательства обвинения. Разбирая каждый эпизод, он показывал присяжным фотографии с мест убийств. На первых заседаниях некоторые присяжные отворачивались от снимков; в процессе им пришлось увидеть сотни фотографий. За все время процесса на заседание из родственников подсудимых пришла только мать Лобачёвой.
21 июня 2017 года коллегия присяжных признала всех пятерых фигурантов дела виновными и не заслуживающими снисхождения. Исключением стал Нарциссов, которого коллегия единодушно признала виновным в совершении покушения на убийство, однако разделилась в вопросе о снисхождении — 6 выступили «за» и 6 «против».
Согласно предъявленному обвинению, Войтов совершил 14 убийств: пять из них он совершил самостоятельно, шесть — с Лобачёвой, в пяти случаях Лобачёва наблюдала за окружающей обстановкой; одно убийство Войтов совершил совместно с Каратаевым и Лобачевой, два — совместно с Павловым. Войтов и Нарциссов совершили покушение на убийство. Павлов, Каратаев и Войтов совершили разбойное нападение на двоих человек, а Войтов — грабёж в отношении убитого им человека.
23 октября 2017 года Московский городской суд приговорил Павла Войтова к пожизненному лишению свободы, Елену Лобачёву — к 13 годам лишения свободы и Максима Павлова — к 9 годам 6 месяцам лишения свободы с отбыванием наказания в исправительной колонии общего режима. Владислав Каратаев был приговорён к 16 годам, а Артур Нарциссов — к 9 годам и 6 месяцам лишения свободы с отбыванием в исправительной колонии строгого режима.

## В массовой культуре
- Документальный фильм «Помешанные на смерти» из цикла «По следу монстра»[11] (2022)